# 8261 Сесіліяджулія
8261 Сесіліяджулія (8261 Ceciliejulie) — астероїд головного поясу, відкритий 11 вересня 1985 року.
Тіссеранів параметр щодо Юпітера — 3,217.